# 안드리 라피타
안드리 라피타 페르난데스(스페인어: Andry Laffita Fernández, 1978년 3월 26일~)는 쿠바의 권투 선수, 지도자이다. 2008년 하계 올림픽 남자 플라이급에서 은메달을 획득했으며 세계 선수권 대회에서 은메달 1개를 획득했다.